# Semenic
Semenic este o stațiune turistică de interes local din județul Caraș-Severin.